# Liste der russischen Botschafter in Österreich
Die Liste der russischen Botschafter und Gesandten in Österreich gibt die Botschafter und Gesandten des Russischen Kaiserreiches (Россійская Имперія Rossijskaja Imperija), der Union der Sozialistischen Sowjetrepubliken (UdSSR, Союз Советских Социалистических Республик Sojus Sowjetskich Sozialistitscheskich Respublik), heute der Russischen Föderation (Российская Федерация Rossijskaja Federazija) an, die am Hof der Habsburgermonarchie, dem Kaiserthum Österreich, in Österreich-Ungarn und heute der Republik Österreich akkreditiert waren.

## Geschichte

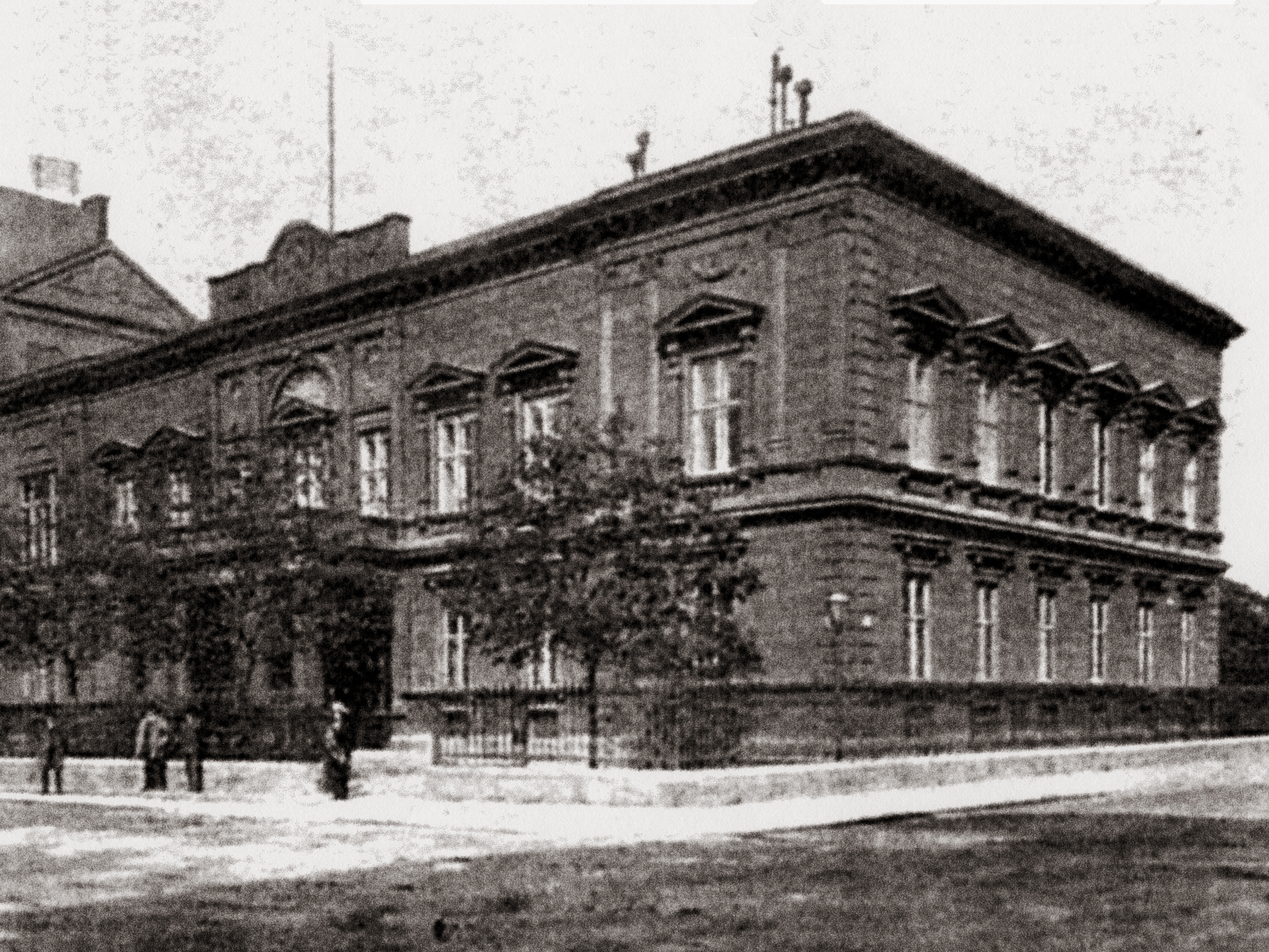
Russische Botschaft, um 1900

Diplomatische Kontakte beider Länder hatte es bereits seit der Mitte des 16. Jahrhunderts zur Zeit des Russischen Zarentums gegeben, doch erst am Ende des 18. Jahrhunderts beginnen sich die Kontakte der beiden Großmächte Europas in ständigen Vertretern zu etablieren. Bis Ende des 18. Jahrhunderts waren die Abgesandten an den Wiener Hof sowohl in kaiserlicher als auch in Sachen der Zaren mit den Habsburgern unterwegs, 1801, nach dem Ersten Koalitionskrieg, als einige Staaten des Heiligen Römischen Reiches zum Feind übergelaufen und insbesondere Preußen neutral geblieben waren, und der Zerfall des Reiches absehbar wurde, ist der Abgesandte in russisch-österreichischen Angelegenheiten tätig.
Über ein Jahrhundert, von den Koalitionskriegen bis vor dem Ersten Weltkrieg waren Russland und das Kaisertum der Habsburger meist Bündnispartner: Gegenüber den anderen Europäischen Staaten waren sie nach 1815 in der Heiligen Allianz zusammen mit Preußen vereint und an der Grenze zum Osmanischen Reich in gemeinsamen Interesse gebunden, im Krimkrieg 1853–1856, der Russland weitgehend isolierte, war das Verhältnis zunehmend gespannt, Österreich unterstützte aber Russland, bis im Dreikaiserabkommen 1873 die Heilige Allianz erneuert wurde.
Eine eigene Botschaft wurde schon 1874 installiert, Ende des 19. Jahrhunderts wurde in Wien-Landstraße eine großzügige Niederlassung errichtet, die die Botschaft in Wien und die russisch-orthodoxe Zentralpfarrkirche, heute Metropolitankathedrale für Österreich umfasst.
1910 wurde der Botschafter abberufen, und 1914 bis 1917 lagen die beiden Staaten im Krieg, bis Februarrevolution und Oktoberrevolution Russlands Kriegsengagement beendeten.
Die beiderseitigen Beziehungen wurden am 25. Februar 1924 wieder hergestellt und waren aufgrund der sozialistisch orientierten Verfassungen Österreichs und der Sowjetunion anfangs freundschaftlich. Die Errichtung des rechtsgerichteten Ständestaates verschlechterte das Verhältnis jedoch wieder und im Herbst 1938, ein halbes Jahr nach dem Anschluss an das Dritte Reich, wurde der sowjetische Botschafter abgezogen. Nach dem Zweiten Weltkrieg hatte die siegreiche UdSSR über 10 Jahre eine eigene Besatzungszone in Ostösterreich, mit einem zuständigen Hochkommissar, erst 1953 wurde das Amt des Botschafters für die kommende Beendigung der Besatzung wiedereingerichtet.
Ab dem Staatsvertrag 1955, für dessen Zustandekommen das Einverständnis der Sowjetunion im Besonderen bedeutend war, und der Neutralität Österreichs waren die Beziehungen insbesondere im Kalten Krieg, als Österreich zum diplomatischen Angelpunkt zwischen den Blöcken wurde, intensiv, und durchaus wechselhaft (Spannungen etwa zur Zeit des Ungarnaufstands 1956 und des Prager Frühlings 1968, in denen Österreich sich für seine Nachbarländer einsetzte).
In der Perestroika 1990–1992 betonte Österreich ausdrücklich die freundschaftliche Kontinuität der Beziehungen.

## Liste der Russischen Gesandten und Botschafter
| Name                                                                    | Bild                                                                    | Amtszeit                                                                | Anmerkungen |
| Botschafter und Gesandte des Russischen Reiches in Österreich 1701–1910 | Botschafter und Gesandte des Russischen Reiches in Österreich 1701–1910 | Botschafter und Gesandte des Russischen Reiches in Österreich 1701–1910 | Botschafter und Gesandte des Russischen Reiches in Österreich 1701–1910 |
| Russland → Habsburg/Österreich/ Österreich                              | Russland → Habsburg/Österreich/ Österreich                              | Russland → Habsburg/Österreich/ Österreich                              | Russland → Habsburg/Österreich/ Österreich |
| ----------------------------------------------------------------------- | ----------------------------------------------------------------------- | ----------------------------------------------------------------------- | --- |
| Peter Alexejewitsch Golizyn                                             |                                                                         | 1701–1705                                                               | |
| Heinrich von Huyssen                                                    |                                                                         | 1705–1708                                                               | |
| Johann Christoph von Urbich                                             |                                                                         | 1707–1712                                                               | |
| Andrei Artamonowitsch Matwejew                                          |                                                                         | 1712–1715                                                               | |
| Abraham Pawlowitsch Wesselowski                                         |                                                                         | 1715–1719                                                               | |
| Ludwig Laschinsky                                                       |                                                                         | 1720–1752                                                               | |
| Hermann Carl von Keyserlingk                                            |                                                                         | 1752–1761                                                               | |
| Dmitri Michailowitsch Golizyn                                           |                                                                         | 1761–1792                                                               | |
| Andrei Kirillowitsch Rasumowski                                         |                                                                         | 1792–1799                                                               | |
| Stepan Alexejewitsch Kolytschow                                         |                                                                         | 1799–1800                                                               | |
| Andrei Kirillowitsch Rasumowski                                         |                                                                         | 1801–1806                                                               | Botschafter in Österreich |
| vakant                                                                  |                                                                         | 1806–1810                                                               | |
| Gustav Ernst von Stackelberg                                            |                                                                         | 1810–1818                                                               | Gesandter in Österreich, 1814–1815 außerordentlicher Gesandter am Wiener Kongress; davor 1794–1799 Gesandter in Sizilien, 1799–1802 in Helvetien, 1802–1807 in Holland, 1807–1810 in Preußen                                                             |
| Juri Alexandrowitsch Golowkin                                           |                                                                         | 1818–1822                                                               | Gesandter in Österreich |
| vakant                                                                  |                                                                         | 1822–1826                                                               | |
| Dmitri Pawlowitsch Tatischtschew                                        |                                                                         | 1826–1841                                                               | Botschafter in Österreich; davor 1802–1803 und 1805–1808 Botschafter im Königreich Neapel, 1815–1821 in Spanien und den Niederlanden |
| vakant                                                                  |                                                                         | 1841–1848                                                               | |
| Pawel Iwanowitsch Medem                                                 |                                                                         | 1848–1850                                                               | Gesandter |
| Peter von Meyendorff                                                    |                                                                         | 1850–1854                                                               | Gesandter in Österreich |
| Alexander Michailowitsch Gortschakow                                    |                                                                         | 1855–1856                                                               | Gesandter in Österreich; davor 1850 Gesandter beim Deutschen Bund; danach 1856–1882 Außenminister, ab 1863 auch Kanzler |
| Andreas Fjodorowitsch von Budberg-Bönninghausen                         |                                                                         | 1856–1858                                                               | |
| vakant                                                                  |                                                                         | 1858–1860                                                               | |
| Wiktor Petrowitsch Balabin                                              |                                                                         | 1860–1864                                                               | Gesandter in Österreich |
| Ernest Gustawowitsch Stakelberg                                         |                                                                         | 1864–                                                                   | Gesandter in Österreich; kaiserlicher Generaladjudant; davor 1856–1861 Botschafter in Sardinien, 1861 in Spanien, 1862 in Italien; danach 1868–1870 Botschafter in Frankreich                                                                            |
| Russland → Österreich-Ungarn                                            |                                                                         |                                                                         | |
| Ernest Gustawowitsch Stakelberg                                         | s. o.                                                                   | –1868                                                                   | Gesandter in Österreich-Ungarn; s. o. |
| Nikolai Alexejewitsch Orlow                                             |                                                                         | 1869–1870                                                               | Gesandter in Österreich-Ungarn; vorher 1860 Gesandter in Belgien; nachher 1872–1880 Botschafter in Frankreich, 1885 in Deutschland |
| vakant                                                                  |                                                                         | 1870–1874                                                               | |
| Ewgeni Petrowitsch Nowikow                                              |                                                                         | 1874–1879                                                               | Botschafter in Österreich-Ungarn |
| Pawel Petrowitsch Ubri                                                  |                                                                         | 1879–1882                                                               | Botschafter in Österreich-Ungarn; davor 1855 Erster Berater des Gesandten Gortschakow in Wien, 1856 Erster Berater in Paris, 1863 Gesandter in Preußen, 1868 auch beim Deutschen Bund, 1871 im Deutschen Reich                                           |
| Alexei Borissowitsch Lobanow-Rostowski                                  |                                                                         | 1882–1895                                                               | Botschafter in Österreich-Ungarn; davor 1878 Gesandter im Osmanischen Reich, 1879 im Vereinigten Königreich; danach 1895–1896 Außenminister |
| Pjotr Alexejewitsch Kapnist                                             |                                                                         | 1895–1904                                                               | Botschafter in Österreich-Ungarn |
| Lew Pawlowitsch Urussow                                                 |                                                                         | 1905–1910                                                               | Botschafter in Österreich-Ungarn |
| Nikolai Nikolajewitsch de Giers                                         |                                                                         | 1910–1912                                                               | Botschafter in Österreich-Ungarn |
| Nikolai Nikolajewitsch Schebeko                                         |                                                                         | 1913–1914                                                               | Botschafter in Österreich-Ungarn |
| Botschafter der Sowjetunion in Österreich 1924–1991                     |                                                                         |                                                                         | |
| Sowjetrussland → Österreich                                             |                                                                         |                                                                         | |
| Voldemar Christianowitsch Aussem                                        |                                                                         | 1924–1924                                                               | Botschafter in Österreich |
| Adolf Abramowitsch Joffe                                                |                                                                         | 1924–1925                                                               | Botschafter in Österreich; davor 1922–1924 Botschafter in China, kurz Botschafter in Großbritannien |
| Jan Antonowitsch Bersin                                                 |                                                                         | 1925–1927                                                               | Botschafter in Österreich |
| Konstantin Konstantinowitsch Jurenew                                    |                                                                         | 1927–1933                                                               | Botschafter in Österreich |
| Adolf Markowitsch Petrowski                                             |                                                                         | 1933–1934                                                               | Botschafter in Österreich |
| Iwan Leopoldowitsch Lorenz                                              |                                                                         | 1935–1938                                                               | Botschafter in Österreich |
| vakant                                                                  |                                                                         | 1938–1953                                                               | Deutsches Reich, dann Besatzung |
| Iwan Iwanowitsch Iljitschow                                             |                                                                         | 1953–1956                                                               | Hochkommissar, Botschafter in Österreich; davor 1942–1945 Direktor des Militärgeheimdienstes GRU, 1952 Botschafter in der DDR; danach ab 1956 am Außenministerium (3. Europa-Abteilung), 1966–1968 Botschafter in Dänemark, dann wieder Außenministerium |
| Andrei Andrejewitsch Smirnow                                            |                                                                         | 1956–1956                                                               | Botschafter in Österreich |
| Sergej Georgijewitsch Lapin                                             |                                                                         | 1956–1960                                                               | Botschafter in Österreich |
| Wiktor Iwanowitsch Awilow                                               |                                                                         | 1960–1965                                                               | Botschafter in Österreich |
| Boris Fjodorowitsch Podzerob                                            |                                                                         | 1965–1971                                                               | Botschafter in Österreich |
| Awerki Borissowitsch Aristow                                            |                                                                         | 1971–1973                                                               | Botschafter in Österreich; davor 1952 Mitglied ZK der KPdSU, 1952–1953 Sekretär des ZK und Vollmitglied des Präsidiums, 1955–1960 Sekretär des ZK, 1957–1961 Vollmitglied des Präsidiums, 1961–1971 Sowjetischer Botschafter in Polen                    |
| Michail Timofejewitsch Jefremow                                         |                                                                         | 1975–1986                                                               | Botschafter in Österreich |
| Gennadi Serafimowitsch Schikin                                          |                                                                         | 1986–1990                                                               | Botschafter in Österreich |
| Waleri Nikolajewitsch Popow                                             |                                                                         | 1990–                                                                   | Botschafter in Österreich |
| Botschafter der Russischen Föderation in Österreich seit 1991           |                                                                         |                                                                         | |
| Russland → Österreich                                                   |                                                                         |                                                                         | |
| Waleri Nikolajewitsch Popow                                             | s. o.                                                                   | –1996                                                                   | Botschafter in Österreich |
| Wladimir Michailowitsch Grinin                                          |                                                                         | 1996–2000                                                               | Botschafter in Österreich; danach 2003–2006 Russischer Botschafter in Finnland, 2006–2010 in Polen, seit 2010 in Deutschland |
| Alexander Wassiljewitsch Golowin                                        |                                                                         | 2000–2004                                                               | Botschafter in Österreich |
| Stanislaw Wiliorowitsch Ossadtschij                                     |                                                                         | 2004–2010                                                               | Botschafter in Österreich; davor 1997–1999 Generalkonsul Hamburg, 1999–2000 in der Türkei |
| Sergei Jurjewitsch Netschajew                                           |                                                                         | 2010–2015                                                               | Botschafter in Österreich; davor 1999 Erster Botschaftsrat in Deutschland, 2001 Generalkonsul Bonn, 2003 am Außenministerium (3./4. Dept.) |
| Dmitrij Ewgenjewitsch Ljubinskij                                        |                                                                         | 2015–                                                                   | Botschafter in Österreich |

Quelle: Botschaft der Russischen Föderation, Stand 2011